# Derrick Campbell
Derrick Nathan Campbell (Cambridge, 18 febbraio 1972) è un ex pattinatore di short track e allenatore di short track canadese.

## Biografia
È nato a Cambridge in Canada. Ha sposato la pattinatrice Cindy Overland ed è cognato di Kevin Overland e Amanda Overland.

### Carriera
All'età di dieci anni iniziò a praticare l'hockey su ghiaccio. A dodici anni intraprese i primi passi nello short track nel Cambridge Speed Skating Club.
Fece il suo esordio nella nazionale canadese nel 1989.
Ha rappresentato il Canada ai Giochi olimpici invernali di Lillehammer 1994 in cui era considerato uno dei favoriti per le medaglie. Sports Illustrated lo considerava il favorito per l'oro nei 500 metri, disciplina in cui si piazzò undicesimo in classifica, dopo essere caduto in semifinale. Nei 1000 metri è approdato nella Finale A dove ha condotto la gara in testa fino a tre giri dalla fine, quando Nicky Gooch (poi squalificato) lo ha fatto cadere; a quel punto gli bastava terminare la gare per vincere il bronzo, tuttavia dopo essersi rialzato ha pattinato siano al traguardo, senza tuttavia rendersi conto che gli mancava ancora un giro per completare la gara, per tale ragione è stato squalificato dalla competizione. Nella staffetta 5000 metri è giunto quarto.
Ai mondiali di Guildford 1994 vinse l'argento nei 500 m e il bronzo nei 1500 m e nella staffetta 5000 m.
Alla rassegna mondiale de L'Aia 1996 vinse l'argento nella staffetta 5000 m.
Si laureò campione mondiale a Nagano 1997 nei 500 m, dove vinse anche l'argento nella staffetta 5000 m e il bronzo in classifica generale.
Ai Giochi olimpici invernali di Nagano 1998 vinse la medaglia d'oro nella staffetta 5000 m, assieme a Éric Bédard, François Drolet e Marc Gagnon.
Ai mondiali di Vienna 1998 ottiene l'oro nella staffetta 5000 m, mentre a quelli di Sofia 1999 il bronzo.
Si ritirò dalle competizioni agonistiche nel 2000; è poi divenuto allenatore.
Dal 2004 al 2006 venne nominato managing director della nazionale statunitense di short track. In seguito allenò la nazionale maschile canadese fino al 2018, anno in cui entrò nello staff tecnico della nazionale cinese.
Nel giugno 2022 è divenuto allenatore della nazionale italiana assieme a Nicola Rodigari, sotto la direzione tecnica di Kenan Gouadec.

## Palmarès
- Giochi olimpici invernali

Nagano 1998: oro nella staffetta 5000 m;
- Mondiali

Guildford 1994: argento nei 500 m; bronzo nei 1500 m; bronzo nella staffetta 5000 m;
L'Aia 1996: argento nella staffetta 5000 m;
Nagano 1997: oro nei 500 m; argento nella staffetta 5000 m; bronzo in classifica generale;
Vienna 1998: oro nella staffetta 5000 m;
Sofia 1999: bronzo nella staffetta 5000 m;
- Mondiali a squadre

Seul 1991: bronzo a squadre;
Cambridge 1994: argento a squadre;
Zoetermeer 1995: oro a squadre;
Lake Placid 1996: oro a squadre;
St. Louis 1999: argento a squadre;

## Premi e riconoscimenti
- Petro-Canada Coaching Excellence Award (2007, 2008)
- Québec Coach of the Year (2007).